# بيدرو لومبارت
بيدرو لومبارت  (بالإسبانية: Pedro Llompart)‏ مواليد 09 يناير 1982، هو لاعب كرة سلة إسباني بدأ مسيرته الاحترافية في سنة 2000 يلعب مع فريق باسكت سرقسطة 2002 في ليغا أيه سي بي ويحمل الرقم 12.

## فرق لعب لها
- سي بي مورسيا
- فالنسيا باسكت
- باسكت سرقسطة 2002

## روابط خارجية
- بيدرو لومبارت على موقع الاتحاد الدولي لكرة السلة (الإنجليزية)
- بيدرو لومبارت على موقع الدوري الأوروبي لكرة السلة (الإنجليزية)
- بيدرو لومبارت على موقع الدوري الإسباني لكرة السلة (الإسبانية)
- بيدرو لومبارت على موقع كرة السلة الأوروبية.كوم (الإنجليزية)
- بيدرو لومبارت على موقع ريلجم (الإنجليزية)
- بيدرو لومبارت على موقع بروبوليرز (الإنجليزية)
- بيدرو لومبارت على موقع سبورتس رفرنس (الإنجليزية)